# Kloten
För andra betydelser, se Kloten (olika betydelser).
Kloten är en stad och kommun i distriktet Bülach i kantonen Zürich, Schweiz. Kommunen har 21 272 invånare (2023).
Kloten ligger cirka 10 km nordöst om Zürich. Här ligger Zürichs internationella flygplats. I Kloten ligger även Stimo Arena, hemmaplan för ishockeylaget EHC Kloten.